# Harken, Inc.

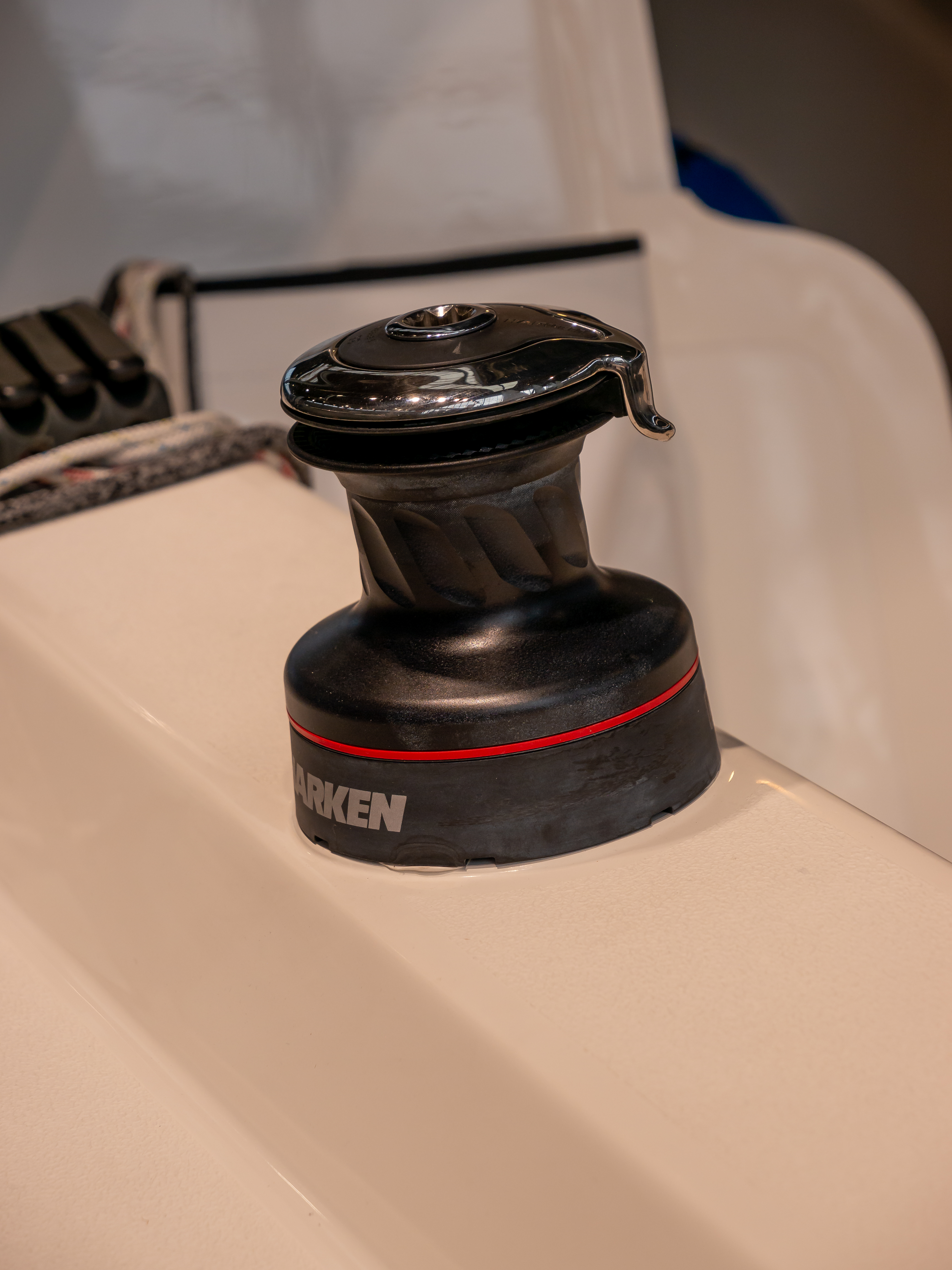
Harken-Winsch auf einem Segelboot

Harken, Inc. ist ein führender Hersteller von Segelzubehör mit Hauptsitz in Pewaukee, Wisconsin (USA).
Das Unternehmen wurde 1967 von den Brüdern Peter und Olaf Harken gegründet, ursprünglich wurden unter dem Namen Vanguard v. a. Segelboote gebaut (z. B. ab 1975 Vanguard Finns). Die Produktion und der Verkauf von Beschlägen und Bootszubehör lief davon weitgehend getrennt, was den geschäftlichen Beziehungen zu konkurrierenden Bootsbauern sicher dienlich war.
1986 wurde Vanguard Sailboats ausgegliedert und Harken konzentrierte sich auf sein heutiges Geschäftsfeld, die Herstellung von Zubehör des Segelsports, wie Curryklemmen, Winschen, Blöcken, Travellern. Heute produziert Harken in den USA und Italien (Limido Comasco, Como).